# Dubouzetia campanulata
Dubouzetia campanulata là một loài thực vật có hoa trong họ Côm. Loài này được Pancher ex Brongn. & Gris mô tả khoa học đầu tiên năm 1861.